# 子公司
子公司（英語：Subsidiary），亦稱為附屬公司、從屬公司，指被另一公司所實際控制的公司。控制它的實體，稱為母公司或控股公司。
自然人不能成为子公司，只有民法典所規定的法人才可能成為子公司。這是因為自然人會依其自身的動機而行為，而法人只能經由其董事、幹部及員工決定其經營團隊的組成，並因此而可控制其作為。通常擁有一家子公司，必須先擁有其百分之五十以上的股份。若拥有其百分之百的股份，则称其为母公司的全资子公司。但亦有其他的控制方式可行，且對於需要怎樣的控制及如何達到的精確規則可以是非常複雜的。

## 定義
根據香港《公司條例》（2014年修订），在以下的任何情況中，一間公司即為另一間公司之附屬公司（子公司）：
- 控權公司（母公司）有權力在無需其他人同意下，委任或罷免該公司的全部或過半數董事（第13(1)(a)、13(3)條）。
- 控權公司控制該公司超過半數的表決權（第13(1)(b)條）。
- 控權公司持有該公司超過半數的已發行股本（第13(1)(c)條）。
- 如果該公司的控權公司是另一間公司的附屬公司時，則該公司亦為另一間公司的附屬公司（第13(2)條）。

根据《中华人民共和国公司法》（2013年修订）：
公司可以设立自己的子公司（第14条），且其子公司亦可设立子公司。子公司具有法人资格，依法独立承担民事责任（包括拥有独立财产，自己公司名称、章程、董事会，对外独立开展业务和承担责任）。
根據中華民國《公司法》（2021年修訂）：
- 第369-2條

1. 公司持有他公司有表決權之股份或出資額，超過他公司已發行有表決權之股份總數或資本總額半數者為控制公司（母公司），該他公司為從屬公司（子公司）。
2. 除前項外，公司直接或間接控制他公司之人事、財務或業務經營者亦為控制公司，該他公司為從屬公司。

- 第369-3條，有下列情形之一者，推定為有控制與從屬關係：

1. 公司與他公司之執行業務股東或董事有半數以上相同者。
2. 公司與他公司之已發行有表決權之股份總數或資本總額有半數以上為相同之股東持有或出資者。